# دبی فستیوال سیتی

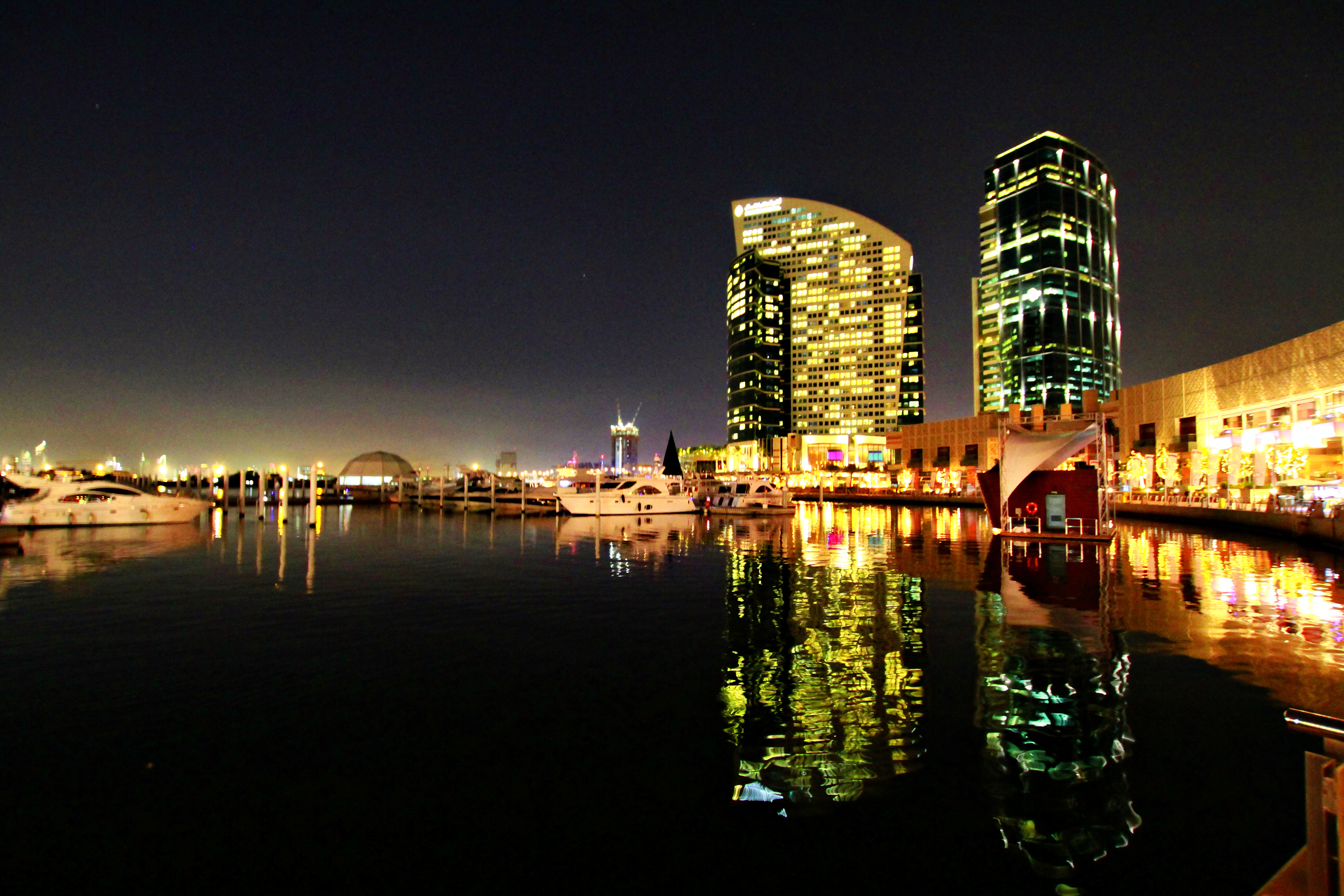
نمایی از دبی فستیوال سیتی در شب (۲۰۱۰)

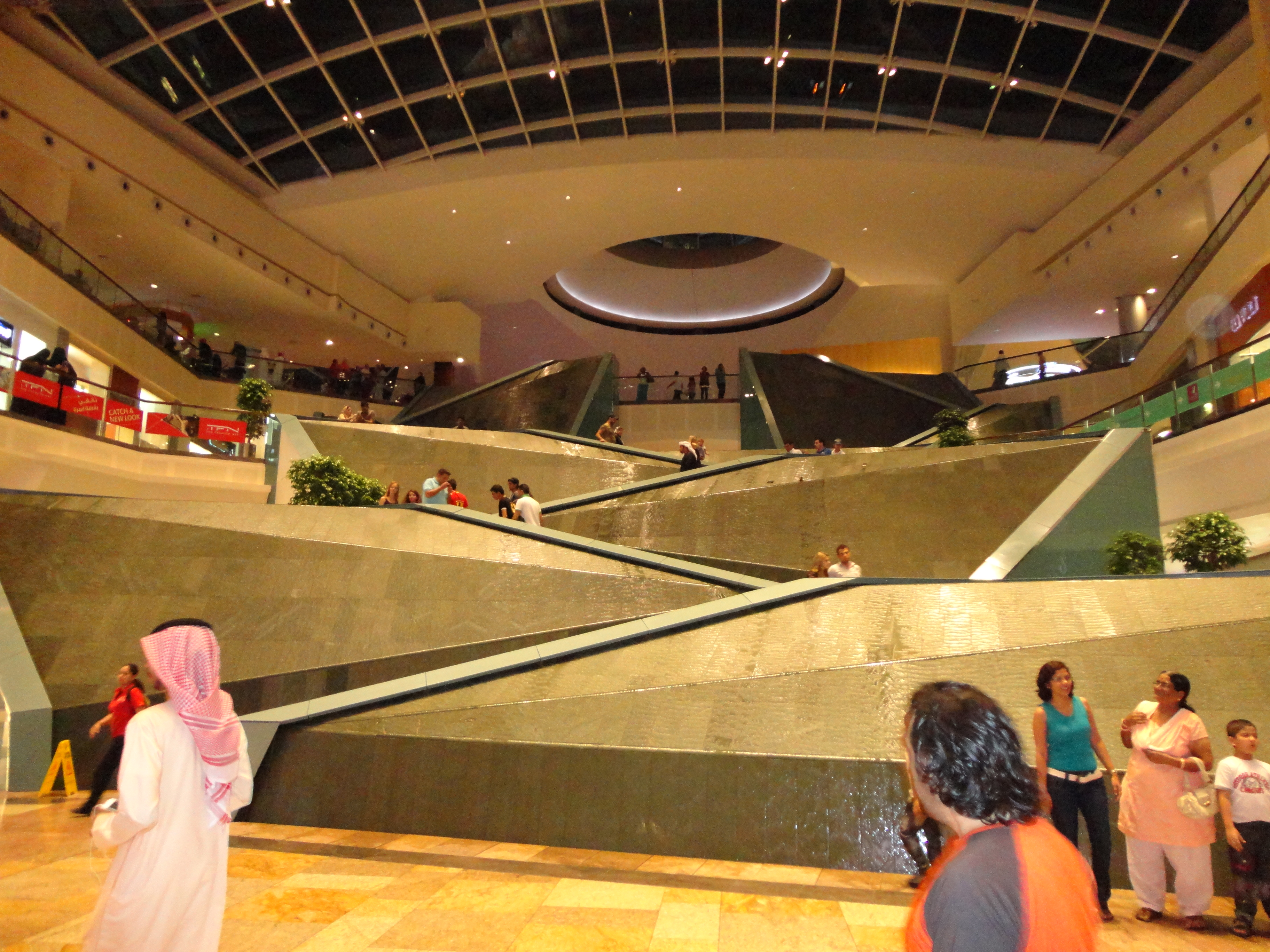
نمایی از مرکز خرید دبی فستیوال سیتی در سال ۲۰۱۱

دبی فستیوال سیتی (به انگلیسی: Dubai Festival City، به معنی: شهر جشنواره دبی) یک منطقهٔ مسکونی، تجاری و سرگرمی است که در شهر دبی، امارات متحده عربی ساخته شده است. این منطقه به «شهری در یک شهر دیگر» معروف است. دبی فستیوال سیتی بزرگ‌ترین منطقهٔ چند منظوره در خاورمیانه می‌باشد و تمام عناصر کار، تحصیل، زندگی، فراغت و سرگرمی در آن در نظر گرفته شده است.

## مرکز اسکلهٔ جشنواره
«مرکز اسکلهٔ جشنواره» (به انگلیسی: Festival Waterfront Centre) یک مرکز خرید بزرگ در منطقهٔ فستیوال سیتی است که دارای یک شعبهٔ فروشگاه «آیکیا» (IKEA)، «سوپرمارکت هایپرپاندا» (HyperPanda supermarket)، «آیس هاردوِر» (بزرگ‌ترین بعد از شمال آمریکا) و «پلاگ - این الکترونیک» می‌باشد.

## نگارخانه

### ۲۰۰۷
تصاویر زیر در اوایل سال ۲۰۰۷ (۱۳۸۶ ه.ش) از مرکز خرید دبی فستیوال سیتی گرفته شده است.

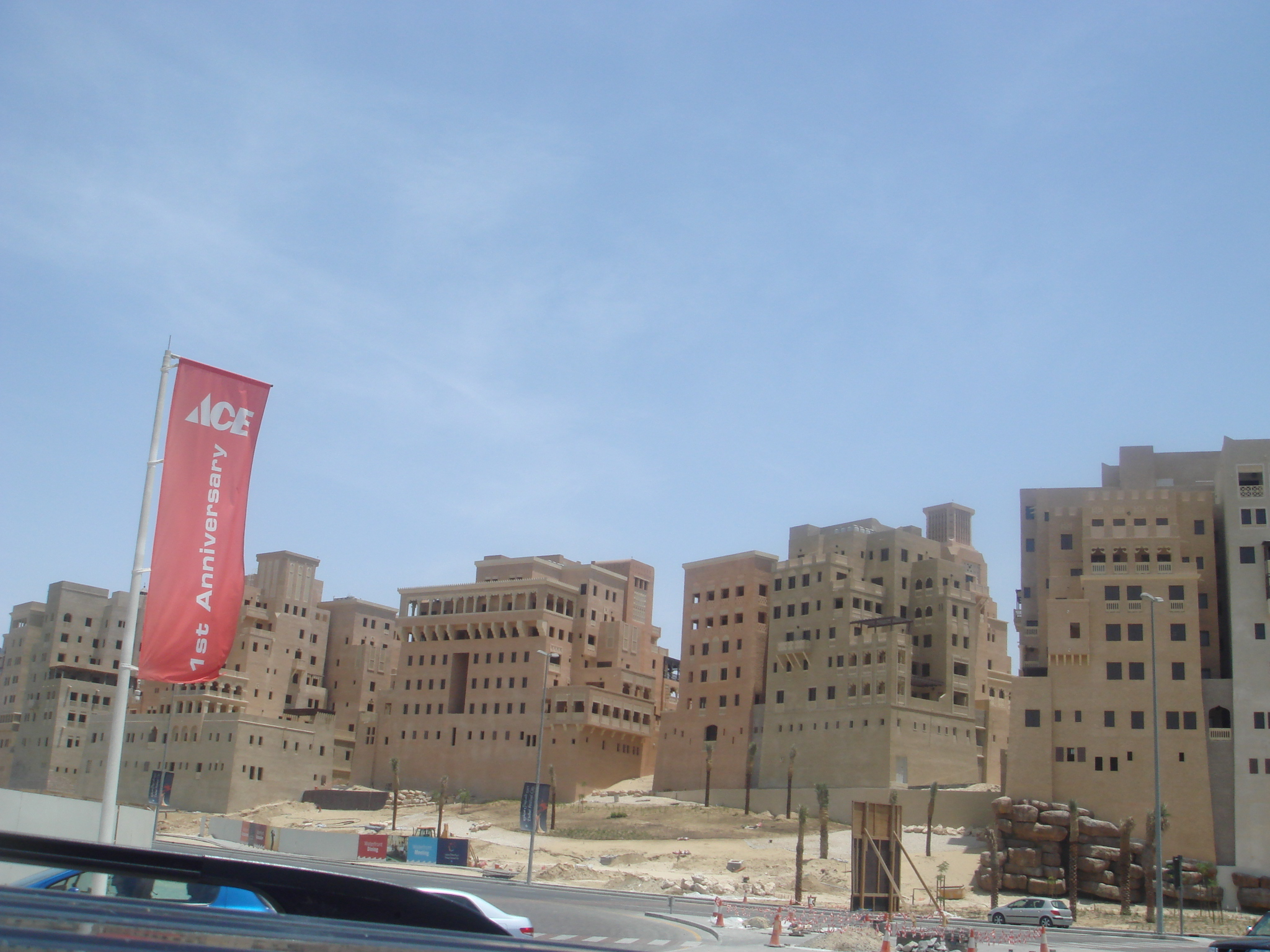
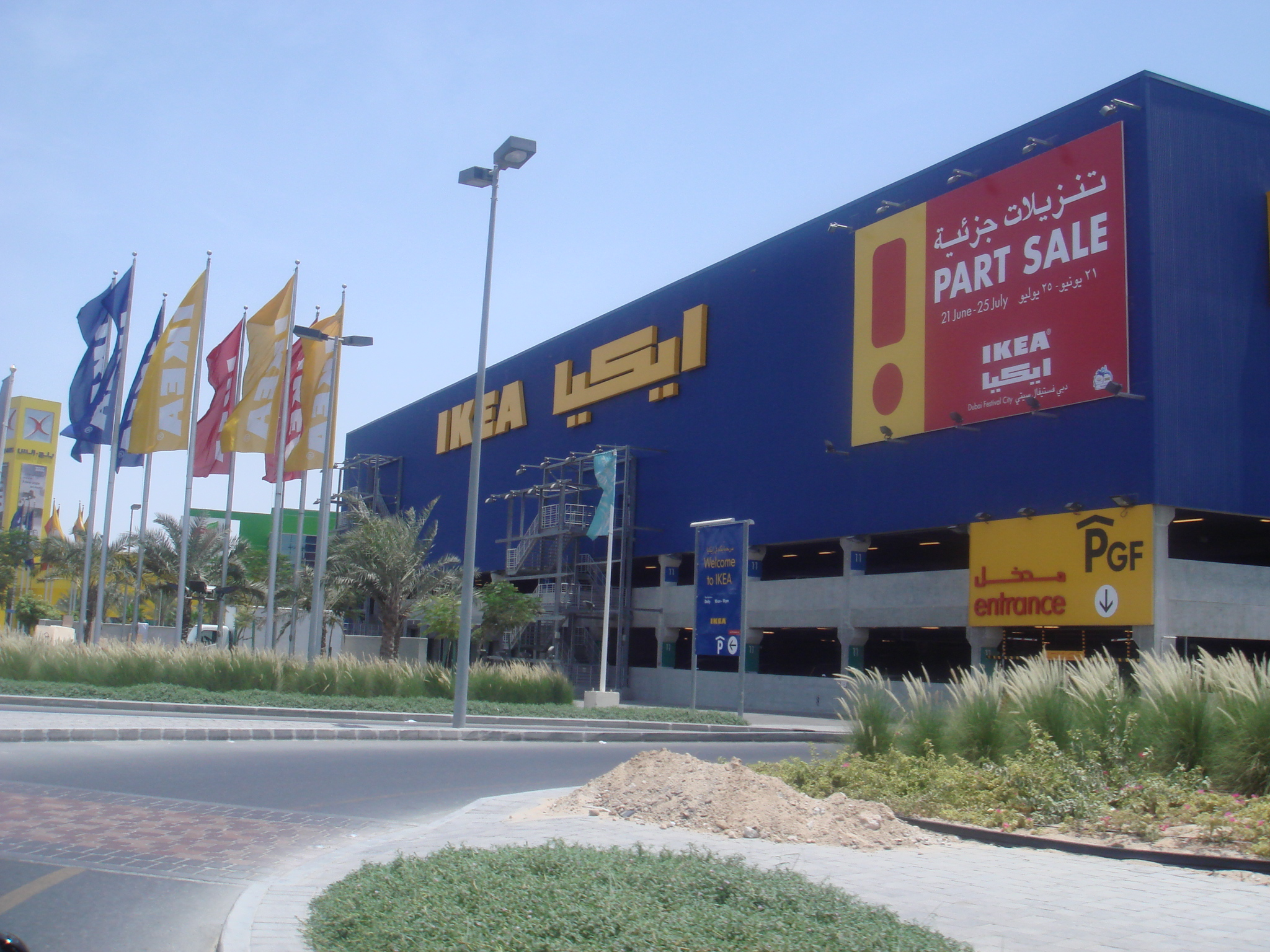

### ۲۰۱۰

نمایی از اسکلهٔ فستیوال سیتی

### ۲۰۱۱

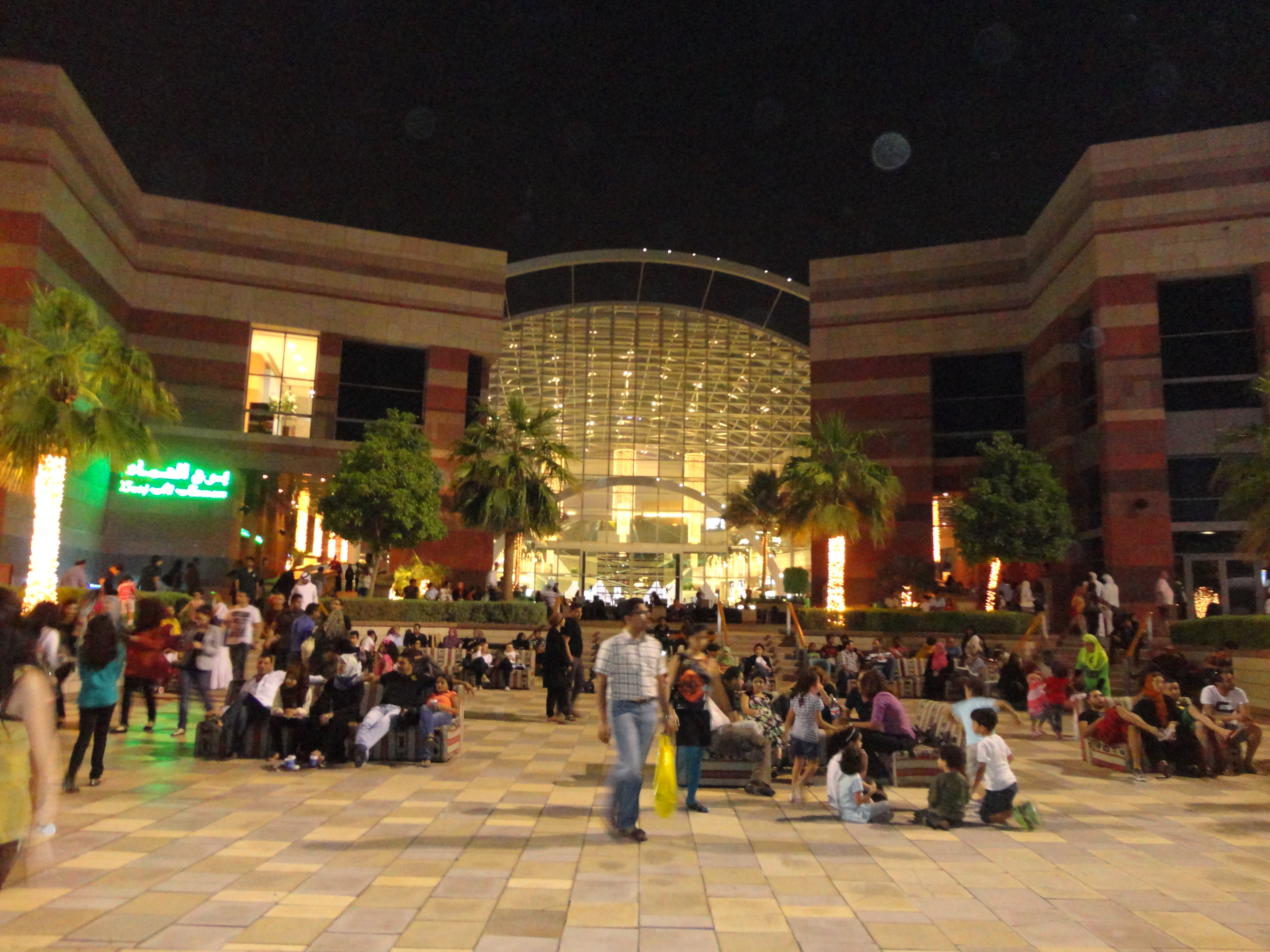
مرکز خرید دبی فستیوال سیتی
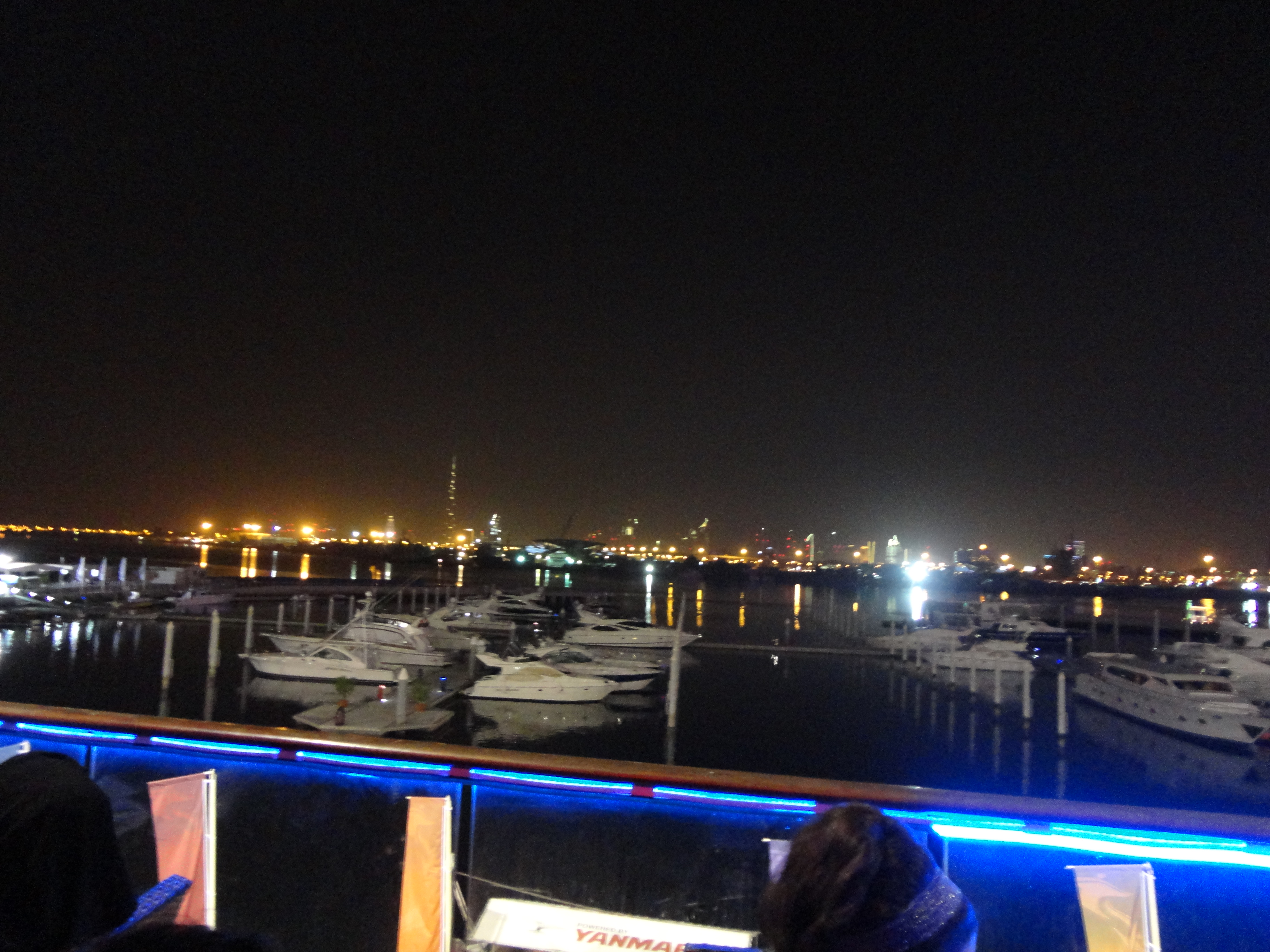
اسکلهٔ دبی فستیوال سیتی
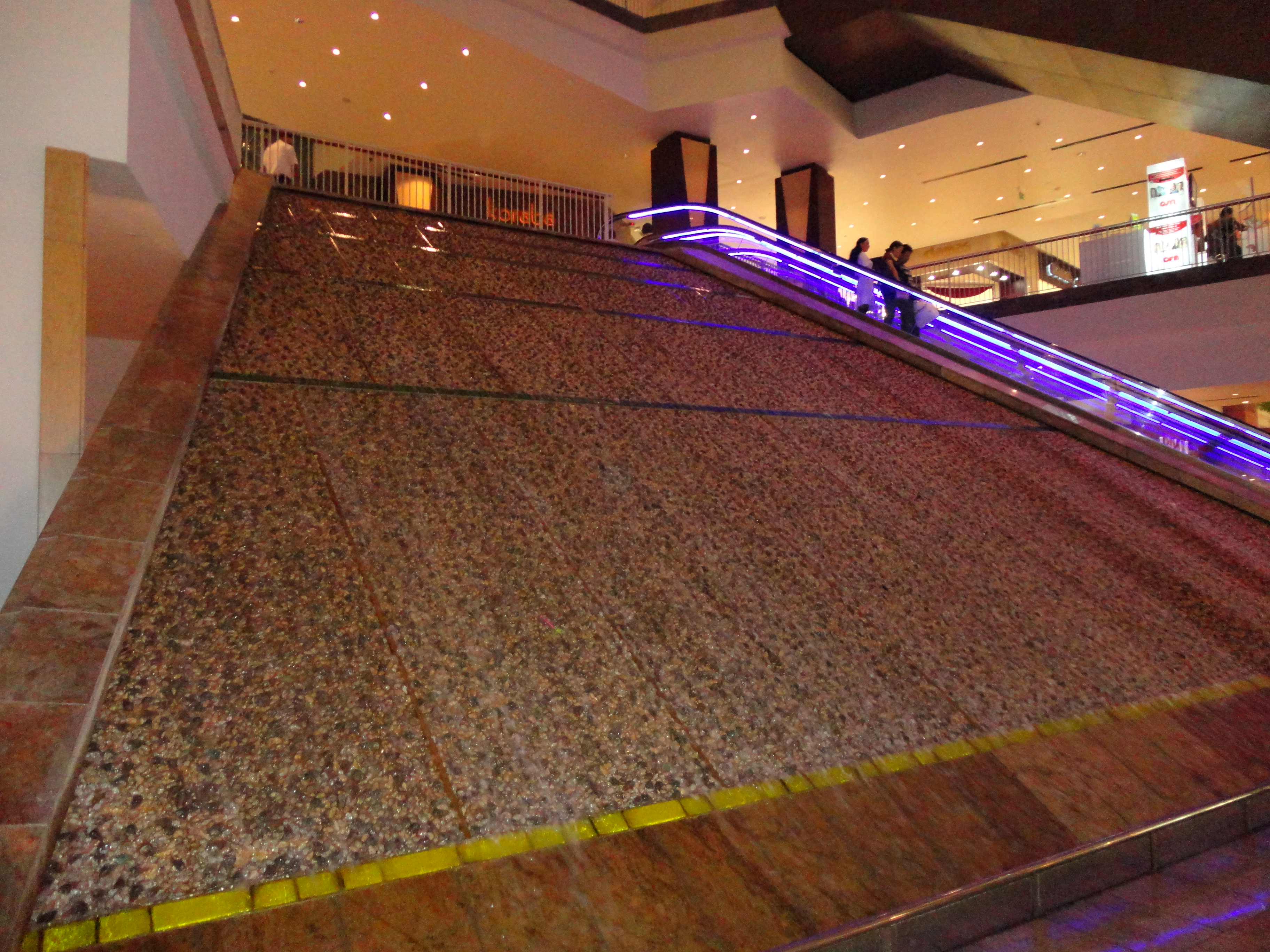
مرکز خرید دبی فستیوال سیتی
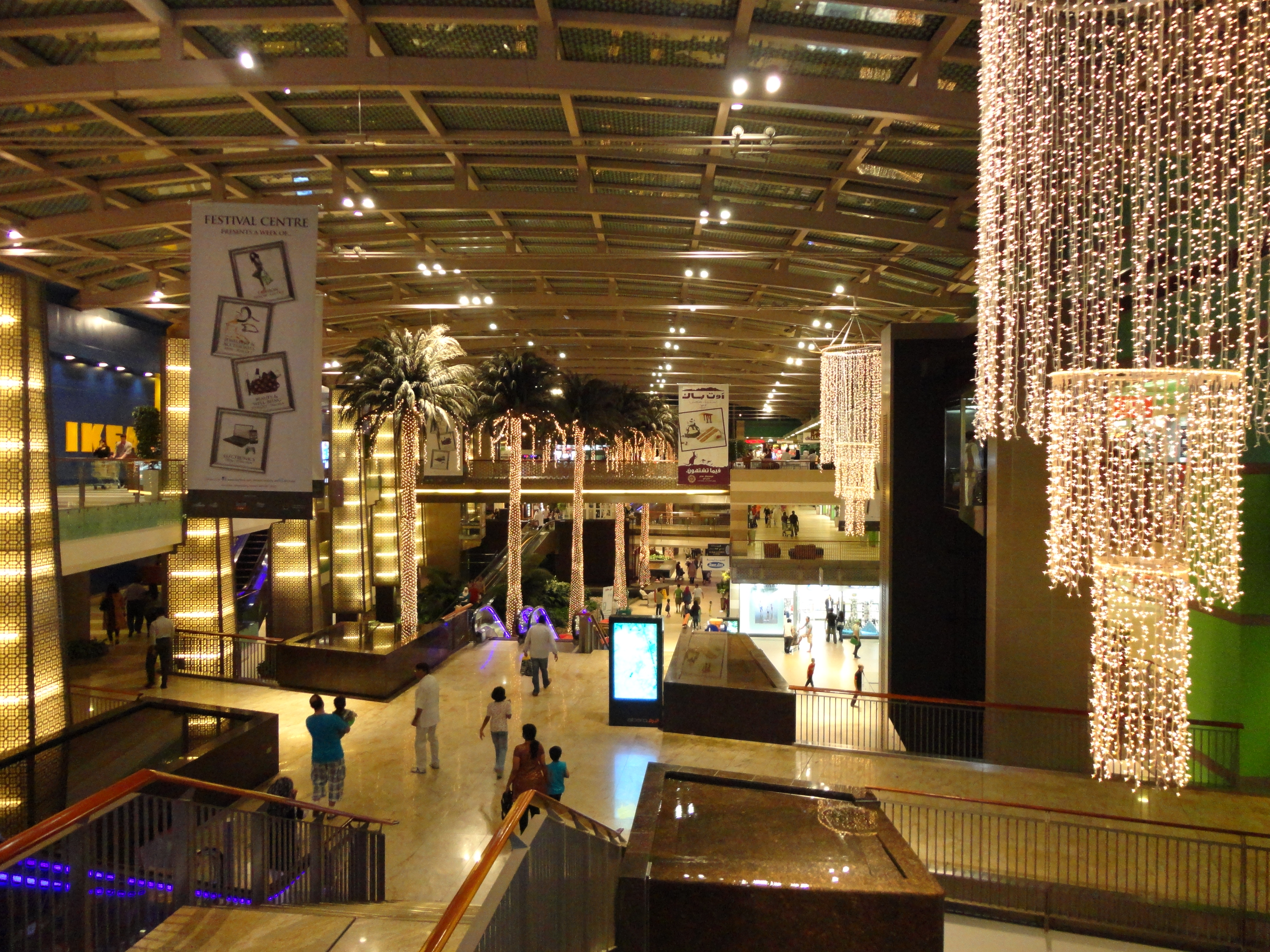
مرکز خرید دبی فستیوال سیتی